# مارکو گودوریچ
مارکو گودوریچ (سیریلیک صربی: Марко Гудурић؛ زادهٔ ۸ مارس ۱۹۹۵) بازیکن بسکتبال اهل صربستان است.
از باشگاه‌هایی که در آن بازی کرده است می‌توان به باشگاه بسکتبال ستاره سرخ بلگراد اشاره کرد.
وی در مسابقات کشوری و بین‌المللی در مجموع برندهٔ ۱ مدال طلا، ۱ مدال نقره، ۱ مدال برنز شده است.